# Nymphidium caricae
Espèce
Nymphidium caricae est une espèce d'insectes lépidoptères (papillons) appartenant à la famille des Riodinidae, à la sous-famille des Riodininae et au genre Nymphidium.

## Taxonomie
Nymphidium caricae a été décrit par Carl von Linné en 1758 sous le nom de Papilio caricae.

### Noms vernaculaires
Nymphidium caricae se nomme Common Nymphidium en anglais.

### Sous-espèces
- Nymphidium caricae caricae ;
- Nymphidium caricae caricima Stichel[3] ;
- Nymphidium caricae erubescens Stichel, 1929 ;
- Nymphidium caricae goiacensis Callaghan, 2001 ;
- Nymphidium caricae parthenium Stichel, 1924[1].

## Description
Nymphidium caricae est un papillon de couleur blanche largement bordé de marron et orange, d'une envergure autour de 35 mm. Le tête est marron, le corps est blanc dans la continuité des ailes blanches. Le bord costal des ailes antérieures est marron marqué de taches orange. Le bord externe des ailes antérieures et le bord externe des ailes postérieures sont ornées d'une bande orange cernée de marron avec une fine ligne métallisée limitant des festons marginaux.
Le revers présente la même ornementation.

## Écologie et distribution
Nymphidium caricae est présent en Guyane, en Guyana, au Surinam, au Venezuela, en Colombie, en Équateur et au Brésil,.

### Biotope
Il réside en forêt et en bordure de forêt.

### Protection
Pas de statut de protection particulier.